# Abalistes stellatus
Abalistes stellatus es una especie de pez ballesta del género Abalistes, familia Balistidae.
Se distribuye por la región del Indo-Pacífico Occidental: desde el mar Rojo, África Oriental hacia el este a través del norte de Australia hasta Fiyi, hacia el norte hasta el sur de Japón. La longitud total (TL) es de 60 centímetros. Habita en zonas costeras, especialmente en fondos fangosos y arenosos cerca de arrecifes y su dieta se compone de especies bentónicas. Especie demersal que puede alcanzar los 350 metros de profundidad.
Está clasificada como una especie marina inofensiva para el ser humano.